# 수염가래꽃

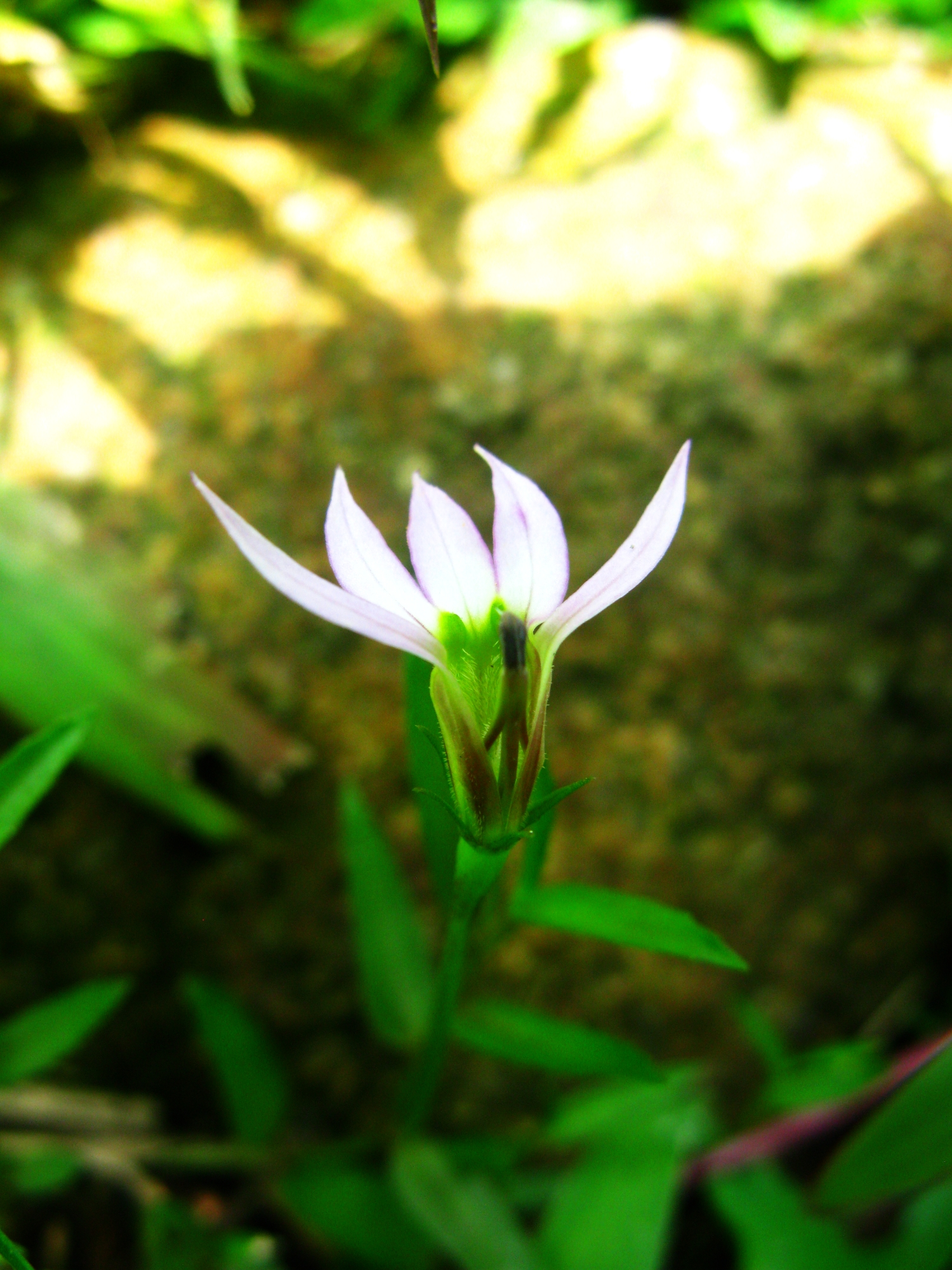

수염가래꽃(학명: Lobelia chinensis, Asian lobelia, Chinese Lobelia, Herba Lobellae Chinensis)은 한국·중국·일본에 분포하는 여러해살이풀이다. 높이 3-5cm, 줄기는 옆으로 길게 뻗는다. 잎은 어긋나며 잎자루가 없고 넓은 바소꼴로 길이 1-2m, 나비 2-4mm이며 가장자리에 거칠고 가는 톱니가 있다. 꽃은 5-8월에 잎겨드랑이에서 엷은 자주색으로 핀다. 꽃자루가 길고 꽃부리는 5개로 갈라지며, 갈라진 조각은 바소꼴로 한 쪽으로 치우쳐 좌우로 대칭한다. 수술은 합쳐져서 암술을 둘러싸고, 시방은 하위이며 꽃받침은 5개이다. 열매는 삭과이며 종자는 적갈색이다. 독성이 있으며 논둑이나 밭둑, 습지에서 자란다.